# Boreaderna

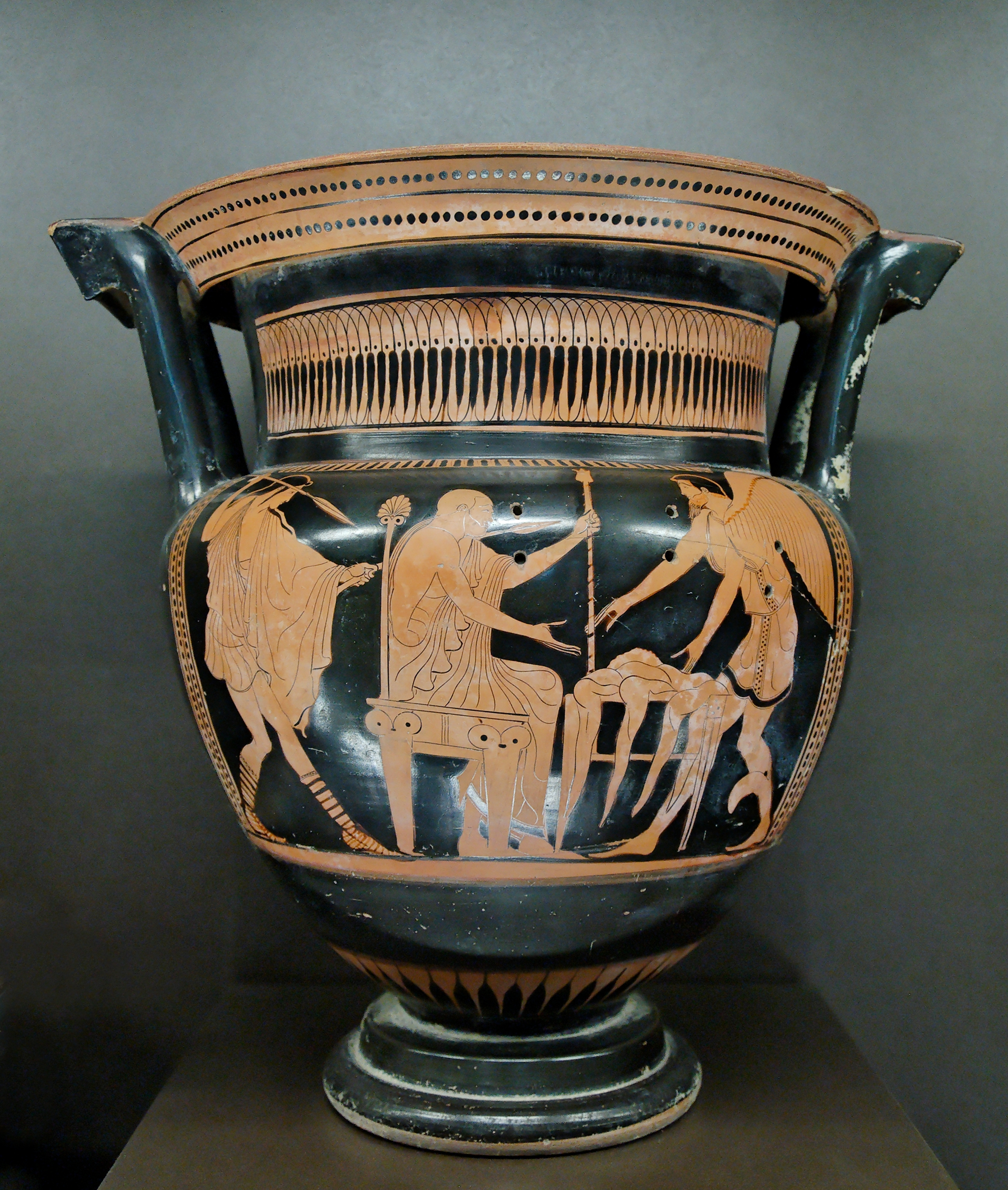
De bevingade Boreaderna (till höger och vänster) räddar kung Phineas undan harpyor.

Boreaderna kallas i grekisk mytologi de båda sönerna till Boreas och Oreithyia: Zetes och Kalais.  De var bröder till Kleopatra och Chione och tillika argonauter. Boreaderna hjälpte kung Phineas av Thrakien undan harpyor.